# 孫清海
孫青海（1988年1月18日—），出生於中國黑龍江省哈爾濱，是越野滑雪運動員。他於2006年開始參與國際賽事。2009年，他在世界大學生運動會的短距離項目取得第6名。翌年，他在溫哥華冬季奧運會中參加男子接力賽和短距離1.5公里賽，並以第19和21名完成賽事。2014年，他再取得參與冬季奧運會的資格。

## 資料來源
1. ↑  .   [2014-02-08]. （原始内容存档于2014-02-21）.
2. ↑  .   [2014-02-08]. （原始内容存档于2014-02-22）.